# شاپرک آفریقایی
شاپرک آفریقایی (نام علمی: Agdistis africana) نام یک گونه از سرده پرپرواران آگدیستینا است.